# Нейчурал-Брідж (Нью-Йорк)
Нейчурал-Брідж (англ. Natural Bridge) — переписна місцевість (CDP) в США, в округах Джефферсон і Льюїс штату Нью-Йорк. Населення — 296 осіб (2020).

## Географія
Нейчурал-Брідж розташований за координатами 44°4′18″ пн. ш. 75°29′59″ зх. д. / 44.07167° пн. ш. 75.49972° зх. д. (44.071678, -75.499799).  За даними Бюро перепису населення США в 2010 році переписна місцевість мала площу 3,60 км², уся площа — суходіл.

## Демографія
Згідно з переписом 2010 року, у переписній місцевості мешкало 365 осіб у 139 домогосподарствах у складі 100 родин. Густота населення становила 101 особа/км².  Було 159 помешкань (44/км²).
Расовий склад населення:
| - 94,8 % — білих - 2,2 % — корінних американців - 1,1 % — чорних або афроамериканців - 0,3 % — азіатів |

До двох чи більше рас належало 1,1 %. Частка іспаномовних становила 2,2 % від усіх жителів.
За віковим діапазоном населення розподілялося таким чином: 25,5 % — особи молодші 18 років, 63,5 % — особи у віці 18—64 років, 11,0 % — особи у віці 65 років та старші. Медіана віку мешканця становила 39,4 року. На 100 осіб жіночої статі у переписній місцевості припадало 95,2 чоловіків;  на 100 жінок у віці від 18 років та старших — 88,9 чоловіків також старших 18 років.
Медіана доходів становила 65 625 доларів для чоловіків та 40 107 доларів для жінок. За межею бідності перебувало 61,6 % осіб, у тому числі 91,1 % дітей у віці до 18 років та 0,0 % осіб у віці 65 років та старших.
Цивільне працевлаштоване населення становило 199 осіб. Основні галузі зайнятості: будівництво — 35,2 %, освіта, охорона здоров'я та соціальна допомога — 34,2 %, мистецтво, розваги та відпочинок — 17,1 %, публічна адміністрація — 5,5 %.